# Physalaemus biligonigerus
Physalaemus biligonigerus é uma espécie de anfíbio da família Leptodactylidae.
Pode ser encontrada nos seguintes países: Argentina, Bolívia, Brasil, Paraguai e Uruguai.
Os seus habitats naturais são: florestas secas tropicais ou subtropicais, matagal de clima temperado, matagal árido tropical ou subtropical, matagal húmido tropical ou subtropical, campos de gramíneas de clima temperado, campos de gramíneas subtropicais ou tropicais secos de baixa altitude, campos de gramíneas de baixa altitude subtropicais ou tropicais sazonalmente húmidos ou inundados, lagos de água doce, lagos intermitentes de água doce, marismas de água doce, costas arenosas, terras aráveis, pastagens, plantações, jardins rurais, áreas urbanas, florestas secundárias altamente degradadas, áreas de armazenamento de água, lagoas, terras irrigadas, áreas agrícolas temporariamente alagadas e canais e valas.